# 라틴어 위키백과
라틴어 위키백과(라틴어: Vicipaedia Latina)는 위키백과의 라틴어 판이다. 2013년 3월 기준으로, 라틴어 위키백과의 문서 수는 87,105개를 넘었다. 모든 기본적인 내용은 라틴어로 쓰이나, 토론에서는 사용자들이 알기 쉽게 라틴어 이외에 영어나 프랑스어, 독일어, 스페인어 등 유럽의 주요 언어들을 보조적으로 사용할 수 있다.
라틴어 위키백과의 로고는 VICIPÆDIA이지만, 라틴어 위키백과의 기술에는 Æ와 같은 합자를 사용하지 않는다.

## 같이 보기
- 위키백과 목록